# Каскоголовая лягушка
Каскоголовая лягушка (лат. Nannophrys ceylonensis) — вид бесхвостых земноводных из рода каскоголовые лягушки (Nannophrys) семейства Dicroglossidae. Эндемик Шри-Ланки. Ранее он включался в большое семейство Ranidae, но филогенетическое исследование на основе ДНК заставило перенести его в семейство Dicroglossidae. Естественная среда обитания каскоголовой лягушки — это субтропические или тропические влажные низменные леса, субтропические или тропические влажные горные леса, реки и ручьи. Это плоскотелые лягушки, приспособленные для жизни среди узких горизонтальных скальных трещин вблизи потоков чистой воды. Уникальный представитель бесхвостых земноводных — единственный известный науке вид этой группы, чьи головастики обитают не в воде, а на суше, среди влажных камней у ручьёв.

## Внешний вид и строение
Самки каскоголовой лягушки вырастают до длины около 5 сантиметров, в то время как самцы вырастают до 4 сантиметров. Окрас тела оливково-зеленый или желтовато-коричневый, пестрый с коричневыми пятнами. На задних лапках есть коричневые поперечные полоски. Когда каскоголовые лягушки сидят на покрытых водорослями камнях, они хорошо замаскированы.

## Распространение и места обитания
Каскоголовая лягушка является эндемиком южной, центральной и западной Шри-Ланки, где она встречается в влажных тропических лесах на высоте до 1200 метров над уровнем моря. Это в значительной степени водный вид и встречается в быстротекущих горных ручьях, под валунами и на влажных скалах у водопадов. Он также встречается на суше в нарушенных районах, где имеются подходящие места для размножения, такие как влажные места просачивания грунтовых вод. Головастики вида Nannophrys ceylonensis полусухопутные и обитают среди мокрых камней.

## Биология
Самки каскоголовой лягушки обычно откладывают кладки яиц в щели в скалах или между камней в зоне заплеска горного ручья. Самец охраняет сразу несколько кладок и следит, чтобы они оставались влажными, а самка никак дополнительно не заботится о своём потомстве. Из яиц выводятся головастики, которые кормятся мелкими беспозвоночными на поверхности скал вблизи гнезда.

## Природоохранный статус
В Красной книге МСОП этому виду присвоен статус «уязвимый». Это связано с тем, что численность вида, по-видимому, снижается, и он разделён на несколько изолированных мелких популяций, общая площадь обитания которых составляет менее 2000 квадратных километров. Ручьи, в которых он живет и размножается, подвержены загрязнению агрохимикатами, а объём воды в них снижается в периоды засухи.